# Dampvitoux
Dampvitoux est une commune française située dans le département de Meurthe-et-Moselle, en région Grand Est.

## Géographie
| Lachaussée (Meuse)                  | Hagéville  | Dommartin-la-Chaussée |
| Vigneulles-lès-Hattonchâtel (Meuse) | Dampvitoux | Charey                |
| Beney-en-Woëvre (Meuse)             | Xammes     |                       |

### Hydrographie

#### Réseau hydrographique
La commune est dans le bassin versant du Rhin au sein du bassin Rhin-Meuse. Elle est drainée par l'Yron,.
L'Yron, d'une longueur de 37 km, prend sa source dans la commune de Vigneulles-lès-Hattonchâtel et se jette  dans l'Orne à Conflans-en-Jarnisy, après avoir traversé dix communes. 

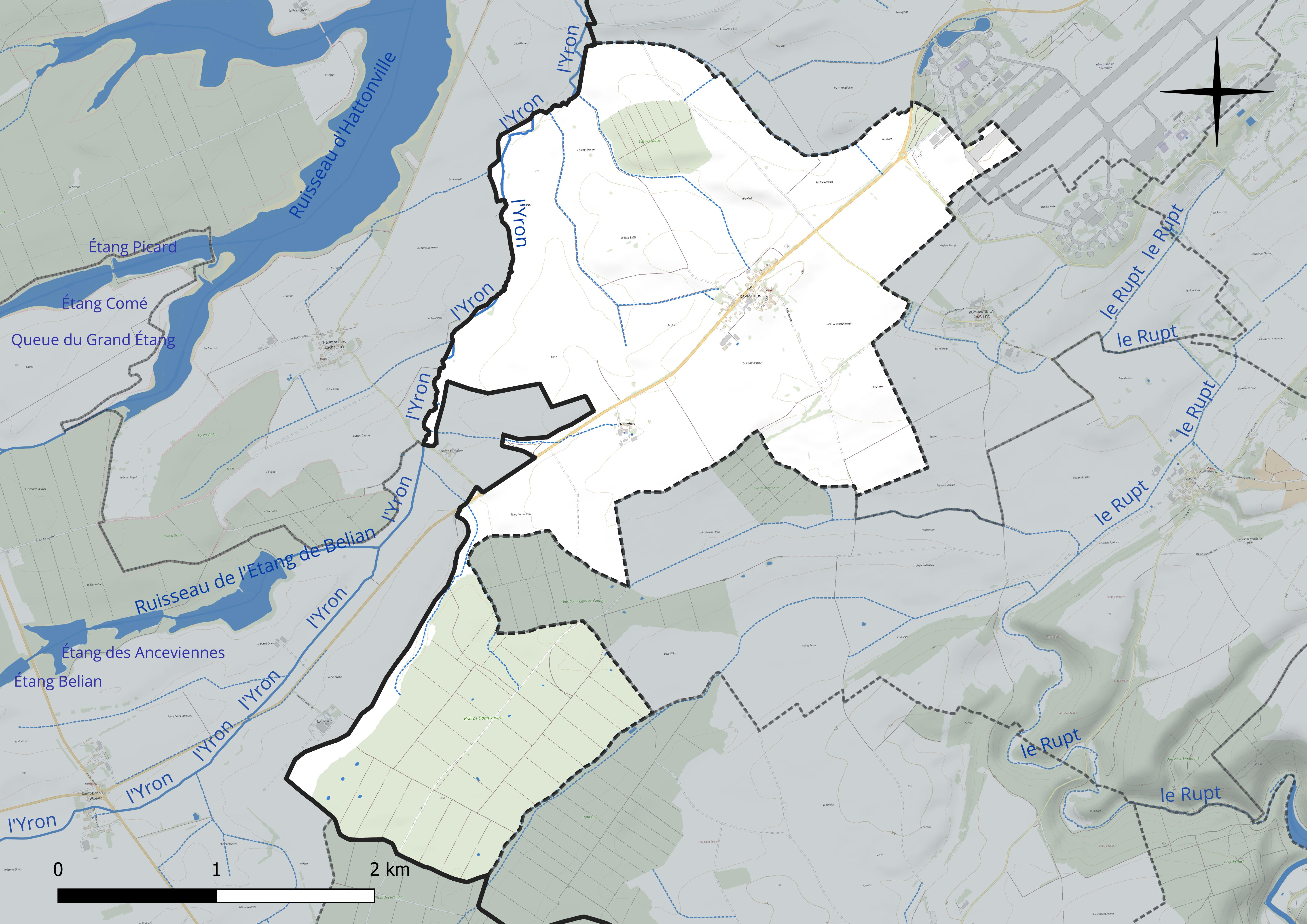
Réseau hydrographique de Dampvitoux.

#### Gestion et qualité des eaux
Le territoire communal est couvert par le schéma d'aménagement et de gestion des eaux (SAGE) « Bassin ferrifère ». Ce document de planification concerne le périmètre des anciennes galeries des mines de fer, des aquifères et des bassins versants hydrographiques associés qui s’étend sur 2 418 km2. Les bassins versants concernés sont celui de la Chiers en amont de la confluence avec l'Othain, et ses affluents (la Crusnes, la Pienne, l'Othain), celui de l'Orne et ses affluents et celui de la Fensch, le Veymerange, la Kiesel et les parties françaises du bassin versant de l'Alzette et de ses affluents (Kaylbach, ruisseau de Volmerange). Il a été approuvé le 27 mars 2015. La structure porteuse de l'élaboration et de la mise en œuvre est la région Grand Est. 
La qualité des cours d’eau peut être consultée sur un site spécial géré par les agences de l’eau et l’Agence française pour la biodiversité. 

### Climat
Pour des articles plus généraux, voir Climat du Grand Est et Climat de Meurthe-et-Moselle.
En 2010, le climat de la commune est de type climat des marges montargnardes, selon une étude du Centre national de la recherche scientifique s'appuyant sur une série de données couvrant la période 1971-2000. En 2020, Météo-France publie une typologie des climats de la France métropolitaine dans laquelle la commune est dans une zone de transition entre le climat océanique altéré et le climat océanique altéré et est dans la région climatique  Lorraine, plateau de Langres, Morvan, caractérisée par un hiver rude (1,5 °C), des vents modérés et des brouillards fréquents en automne et hiver. 
Pour la période 1971-2000, la température annuelle moyenne est de 9,6 °C, avec une amplitude thermique annuelle de 16,6 °C. Le cumul annuel moyen de précipitations est de 825 mm, avec 12,6 jours de précipitations en janvier et 9,2 jours en juillet. Pour la période 1991-2020, la température moyenne annuelle observée sur la station météorologique de Météo-France la plus proche, « Nonsard », sur la commune de Nonsard-Lamarche à 11 km à vol d'oiseau, est de 10,7 °C et le cumul annuel moyen de précipitations est de 690,8 mm. 
La température maximale relevée sur cette station est de 40,1 °C, atteinte le 25 juillet 2019 ; la température minimale est de −17 °C, atteinte le 1er mars 2005,,. 
Les paramètres climatiques de la commune ont été estimés pour le milieu du siècle (2041-2070) selon différents scénarios d'émission de gaz à effet de serre à partir des nouvelles projections climatiques de référence DRIAS-2020. Ils sont consultables sur un site spécial publié par Météo-France en novembre 2022.

## Urbanisme

### Typologie
Au 1er janvier 2024, Dampvitoux est catégorisée commune rurale à habitat très dispersé, selon la nouvelle grille communale de densité à sept niveaux définie par l'Insee en 2022.
Elle est située hors unité urbaine. Par ailleurs la commune fait partie de l'aire d'attraction de Metz, dont elle est une commune de la couronne,. Cette aire, qui regroupe 245 communes, est catégorisée dans les aires de 200 000 à moins de 700 000 habitants,.

### Occupation des sols
L'occupation des sols de la commune, telle qu'elle ressort de la base de données européenne d’occupation biophysique des sols Corine Land Cover (CLC), est marquée par l'importance des territoires agricoles (70,8 % en 2018), une proportion identique à celle de 1990 (70,8 %). La répartition détaillée en 2018 est la suivante : terres arables (53,5 %), forêts (26,7 %), prairies (17,4 %), zones industrielles ou commerciales et réseaux de communication (2,5 %). L'évolution de l’occupation des sols de la commune et de ses infrastructures peut être observée sur les différentes représentations cartographiques du territoire : la carte de Cassini (XVIIIe siècle), la carte d'état-major (1820-1866) et les cartes ou photos aériennes de l'IGN pour la période actuelle (1950 à aujourd'hui).

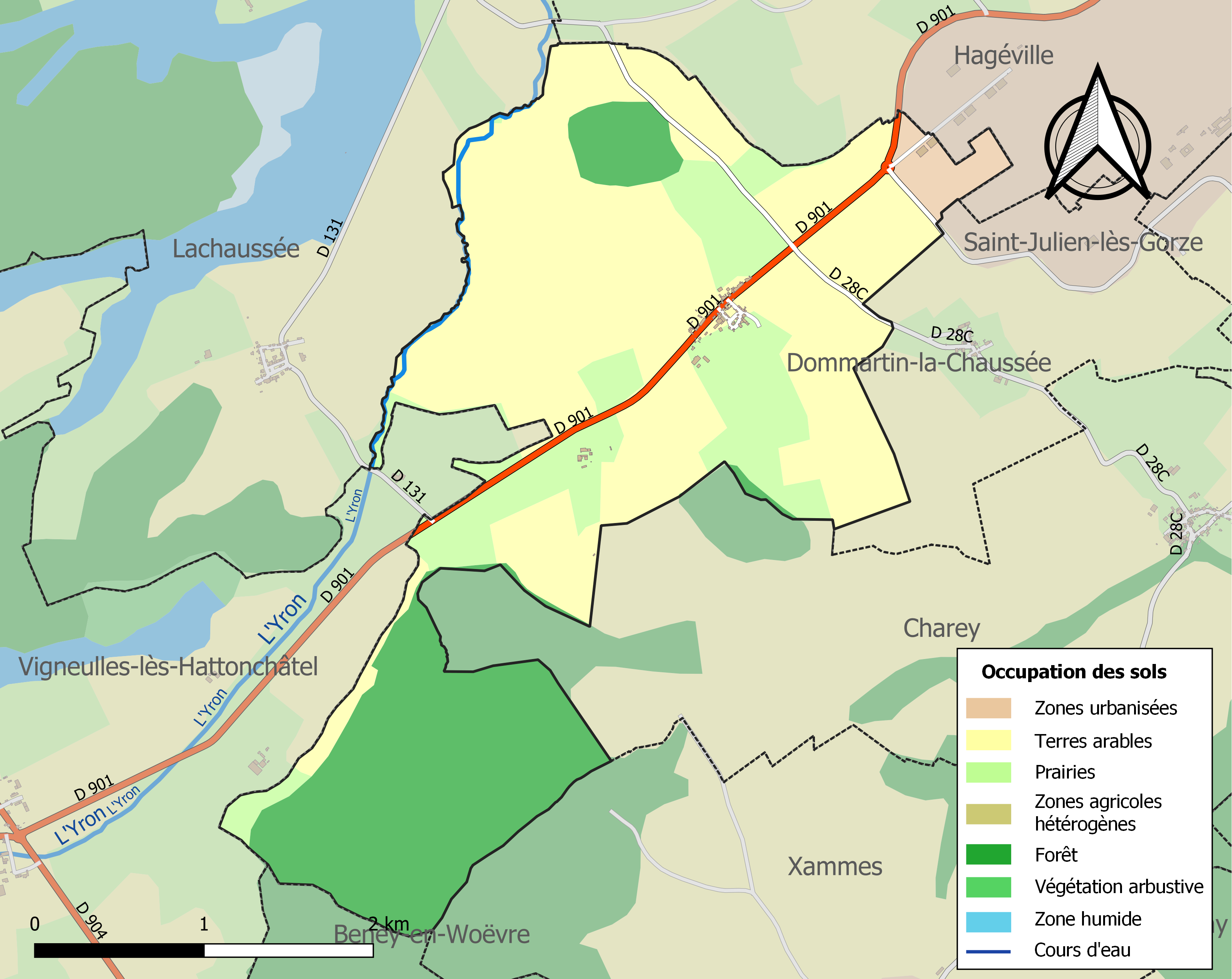
Carte des infrastructures et de l'occupation des sols de la commune en 2018 (CLC).

## Toponymie
Le nom de la localité est attesté sous les formes Domvictour (1201) ; Dompno Victor (1330).

Dampvitoux serait un hagiotoponyme caché, du bas latin domnus et du nom d'un saint Victor.

## Histoire
- Dépendance de l'abbaye de Gorze ;
- Village de l'ancienne province des Trois-Évêchés (bailliage de Metz) ;
- Village endommagé au cours de la guerre 1914-1918.

## Politique et administration
| Période                                  | Période  | Identité                       | Étiquette | Qualité                                        |
| ---------------------------------------- | -------- | ------------------------------ | --------- | ---------------------------------------------- |
| Les données manquantes sont à compléter. |          |                                |           |                                                |
| (maire en 1981)                          |          | Roger Humbert[réf. nécessaire] |           |                                                |
| avant 1995                               | 2014     | Michel Guerard                 | DVD       |                                                |
| avril 2014                               | mai 2020 | Michel Argast                  |           | Retraité salarié du secteur privé              |
| mai 2020                                 | En cours | Damien Marion,                 |           | Cadre administratif et commercial d'entreprise |

Par arrêté préfectoral de la préfecture de la région Grand-Est en date du 9 décembre 2022, la commune de Dampvitoux a intégré l'arrondissement de Toul au 1er janvier 2023.

## Population et société

### Démographie
L'évolution du nombre d'habitants est connue à travers les recensements de la population effectués dans la commune depuis 1793. Pour les communes de moins de 10 000 habitants, une enquête de recensement portant sur toute la population est réalisée tous les cinq ans, les populations de référence des années intermédiaires étant quant à elles estimées par interpolation ou extrapolation. Pour la commune, le premier recensement exhaustif entrant dans le cadre du nouveau dispositif a été réalisé en 2006.

En 2022, la commune comptait 57 habitants, en évolution de −3,39 % par rapport à 2016 (Meurthe-et-Moselle : −0,13 %, France hors Mayotte : +2,11 %).
| 1793 | 1800 | 1806 | 1836 | 1841 | 1861 | 1866 | 1872 | 1876 |
| ---- | ---- | ---- | ---- | ---- | ---- | ---- | ---- | ---- |
| 105  | 213  | 174  | 302  | 287  | 321  | 317  | 316  | 309  |

| 1881 | 1886 | 1891 | 1896 | 1901 | 1906 | 1911 | 1921 | 1926 |
| ---- | ---- | ---- | ---- | ---- | ---- | ---- | ---- | ---- |
| 290  | 267  | 240  | 234  | 213  | 187  | 171  | 95   | 92   |

| 1931 | 1936 | 1946 | 1954 | 1962 | 1968 | 1975 | 1982 | 1990 |
| ---- | ---- | ---- | ---- | ---- | ---- | ---- | ---- | ---- |
| 90   | 107  | 70   | 82   | 85   | 63   | 53   | 47   | 54   |

| 1999 | 2006 | 2011 | 2016 | 2021 | 2022 | - | - | - |
| ---- | ---- | ---- | ---- | ---- | ---- | - | - | - |
| 73   | 72   | 63   | 59   | 56   | 57   | - | - | - |

## Culture locale et patrimoine

### Lieux et monuments
- Église paroissiale Saint-Pierre. Remplace une église construite à la fin du XVIIIe siècle. Église reconstruite après la Première Guerre mondiale.

### Héraldique
| Blason de Dampvitoux | Blason  | De sinople à trois tours d’or maçonnées de sable. |
| Blason de Dampvitoux | Détails | Adopté le 5 septembre 2014.                       |